# فرانسیس پیم
فرانسیس پیم (انگلیسی: Francis Pym; زاده ۱۳ فوریهٔ ۱۹۲۲ – درگذشته ۷ مارس ۲۰۰۸) سیاست‌مدار اهل بریتانیا بود.
وی از سال ۱۹۸۲ تا ۱۹۸۳ وزیر مشاور در امور خارجه و مشترک‌المنافع و از سال ۱۹۷۹ تا ۱۹۸۱ وزیر دفاع بریتانیا بوده‌است.